# Nguyễn Phúc Hồng Cai
Nguyễn Phúc Hồng Cai (chữ Hán: 阮福洪侅; 13 tháng 12 năm 1845 – 15 tháng 5 năm 1876), tôn hiệu Kiên Thái vương (堅太王), là một hoàng tử con vua Thiệu Trị nhà Nguyễn trong lịch sử Việt Nam.
Ông được biết đến là phụ thân của ba vị hoàng đế liên tiếp của triều Nguyễn, là Kiến Phúc, Hàm Nghi và Đồng Khánh, đồng thời là tổ phụ của vua Khải Định và là tằng tổ phụ của vua Bảo Đại.

## Tiểu sử
Hoàng tử Hồng Cai sinh ngày 5 tháng 11 (âm lịch) năm Ất Tỵ (1845), là con trai thứ 26 của vua Thiệu Trị, mẹ là Tài nhân Trương Thị Vĩnh (sau được tấn tặng làm Kỷ tần). Hồng Cai bẩm tính nhân hậu, cần kiệm, biết tuân theo phép tắc. Ông vốn chăm học từ nhỏ, khi ra ở phủ riêng cùng học với các vương công, xem rộng kinh sử.
Năm Tự Đức thứ 18 (1865), Hồng Cai được phong làm Kiên Quốc công (堅國公). Trước đó, vua ra bài cho cả ba hoàng đệ là Hồng Cai, Hồng Diêu và Hồng Dật cùng làm. Theo lệ, các hoàng thân mới đầu đều được phong làm Quận công, nhưng vì thấy Hồng Cai học hạnh tốt hơn cả nên được đặc cách gia phong như vậy. Cũng trong năm đó, con trai trưởng của quốc công Hồng Cai được chọn vào nuôi ở trong cung (là vua Đồng Khánh sau này).
Năm Tự Đức thứ 29 (1876), ngày 22 tháng 4 (âm lịch), quốc công Hồng Cai mất, Tự Đức vô cùng thương tiếc, nghỉ chầu 3 ngày, ban thụy là Thuần Nghị (純毅), lại cho thêm quan tài của Đông Viên để tỏ lòng yêu quý khác thường.
Lăng tẩm của quốc công Hồng Cai được táng tại huyện Hương Thủy, phủ Thừa Thiên. Điểm đặc biệt của ngôi lăng này là có hai bi đình (nhà đặt bia) nằm đối xứng ở hai bên trái và phải của lăng, trong khi tất cả các lăng mộ khác của hoàng đế và hoàng thân công chúa chỉ có một bi đình. Ông được thờ tại phường Dưỡng Sinh ở trong kinh thành.
Tháng 9 (âm lịch) năm Ất Dậu (1885), Đồng Khánh lên ngôi kế vị vua em Hàm Nghi, vâng theo chỉ dụ của Thái hậu Từ Dụ truy tôn cho cha ruột là Hồng Cai làm Kiên vương (堅王), thụy Ôn Nghị (溫毅). Bài sách văn viết rằng:
"Được nghe thánh thần tỏ lòng luyến ái, nghĩa thân thân là việc lớn hơn; vương giả nối nghiệp trung hưng, lễ quý quý là trọng trước hết; có đức tất có báo, dẫu chết cũng như còn. Nghĩ đến Kiên quốc công là người em yêu quý của hoàng khảo Dực tông Anh hoàng đế ta, bản tính đoan trang; vốn lòng hiếu hữu, tự biết rèn luyện, thực tinh hoa lá ngọc cành vàng; không cần múa gươm, có khí khái cánh chim vó ngựa, hạnh nghĩa ấy, tam hoàng rõ rệt; bản chi này bách thế còn lưu. Nên nay phải ngọc bích được truyền; cầm tỷ phù nối nghiệp, nghĩ đến rung rinh đai ấn, còn tưởng đến Đông Bình; hiềm vì văng vẳng sinh ca, không theo được Tử Tấn, dòng dõi vốn lòng nhân hậu; cáo sắc phải được hiển dương. Nay tuân theo đặc Chỉ của Từ Dụ Bác Huệ Thái hoàng thái hậu, tấn tặng là Kiên vương, tên thụy là Ôn Nghị, để yên ủi linh hồn, mà tỏ rõ ơn nước. Than ôi! Hàm sắc thêm phần rực rỡ, hầu nêu vang vẻ ở tuyền đài; lá đồng há phải việc riêng, che chở giúp ngầm cho căn bản, mong xin linh sảng có thấu; xin phải kính theo."
Năm Đồng Khánh thứ 3 (1888), theo lời bàn của bộ Lễ, vua muốn tôn huy hiệu cho Kiên vương Hồng Cai và phủ thiếp Bùi Thị Thanh (mẹ vua), đồng thời cải thụy của Kiên vương thành Thuần Nghị (純毅) như trước. Đình thần và phủ Tôn Nhân cho là hợp tình hợp lễ, xin tấn tôn Kiên vương làm Kiên Thái vương (堅太王), xưng là Hoàng thúc phụ, Bùi thị làm Kiên Thái vương phi, xưng là Hoàng thúc mẫu. Cũng vì từ trước đến nay chưa có lệ phong Vương phi cho phủ thiếp nên hai hoàng thân là quốc công Miên Trữ và quốc công Miên Tuấn đều bác bỏ việc đó. Điều này làm phật ý Đồng Khánh nên hai ông bị phế bỏ tước vị.
Cũng trong năm đó, vua cho dựng đền Hân Vinh, dự định để bà Tài nhân Trương Thị Vĩnh đến ở. Nhưng cuối năm đó, Đồng Khánh băng hà, triều thần cho đặt quan tài của vua ở đền Hân Vinh, sau khi an táng vua thì lấy đền đó làm nơi thờ mới cho Kiên Thái vương Hồng Cai (là cha vua). Đền Hân Vinh sau này còn có tên gọi là Đình Phương từ đường, hiện tọa lạc tại số 179, đường Phan Đình Phùng, thành phố Huế.

## Gia quyến
Kiên Thái vương Hồng Cai có 5 con trai và 7 con gái. Ông được ban cho bộ chữ Đậu (豆) để đặt tên cho các con cháu trong phòng.
Dân gian Huế có câu ca dao:
Một nhà sinh đặng ba vua.
Vua còn, vua mất, vua thua chạy dài.
Hai câu này là để nói về hoàn cảnh đặc biệt của gia đình ông, khi mà cả 3 người con trai đều được nối ngôi làm vua. "Vua còn" tức Đồng Khánh, "vua mất" tức Kiến Phúc và "vua thua chạy dài" tức Xuất đế Hàm Nghi.

### Phủ thiếp
- Nguyễn Thị Thảo, chánh thất, được nhắc đến qua việc vua Khải Định ban cho bà một chiếc Kim bội có dây tua nhân tiết Thánh Thọ ngũ tuần (mừng thọ 50 tuổi của bà Thánh Cung Nguyễn Hữu Thị Nhàn, đích mẫu của Khải Định)[17].
- Bùi Thị Thanh (1845 – 1900), được tôn làm Kiên Thái vương phi (堅太王妃), sau khi mất được ban thụy là Đoan Nhu (端柔).
- Phan Thị Nhàn (? – 21 tháng 1 năm 1889).

Kiên Thái vương Hồng Cai còn nhiều thứ thiếp chưa rõ tên.

### Hậu duệ

#### Con với bà Bùi Thị Thanh
- Nguyễn Phúc Ưng Thị, làm hoàng tử đổi tên thành Ưng Đường rồi Ưng Kỷ, tức Đồng Khánh. Ông được vua Tự Đức nhận làm con nuôi thứ 2, được Thiện phi Nguyễn Thị Cẩm nuôi dưỡng. Công tử trưởng.
- Nguyễn Phúc Ưng Đăng, làm hoàng tử đổi tên thành Ưng Hỗ, tức vua Kiến Phúc, được Tự Đức nhận làm con nuôi thứ 3, do Học phi Nguyễn Văn Thị Hương nuôi dưỡng[18]. Công tử thứ ba.
- Nguyễn Phúc Ưng Quyến (1871 – 1901), công tử thứ tư, tập phong Kiên Quận công (堅郡公)[2]. Công tử Ưng Quyến có hai con trai tên là Bửu Phong và Bửu Thùy. Công tôn Bửu Phong có một người con trai là Vĩnh Cẩn, là người bạn tâm giao của vua Bảo Đại và là người được Bảo Đại tin tưởng nhất. Ông Cẩn lấy bà Nguyễn Hữu Bích Tiên, con của Tân Phong Công chúa Châu Hoàn và ông Nguyễn Hữu Khâm (con trai của Vĩnh Quốc công Nguyễn Hữu Độ), tức cháu ngoại vua Dục Đức.
- Công nữ Như Khuê[19].
- Công nữ Như Đạm[19].

#### Con với bà Phan Thị Nhàn
- Công nữ Tú Lộc, mới 5 tuổi thì chết yểu, tặng làm An Nghĩa Huyện chúa (安義縣主)[20][21]. Theo đình thần bàn nghị, vua phỏng theo lễ chế nhà Đường truy tặng người chị lớn chết yểu làm Huyện chúa[20]. Công nữ trưởng.
- Nguyễn Phúc Ưng Phong, 8 tuổi thì mất, truy tặng Kiến huyện hầu (堅縣侯)[20][21]. Công tử thứ hai.
- Nguyễn Phúc Ưng Lịch, tức Hàm Nghi, kế vị vua anh Kiến Phúc. Công tử thứ năm.

Công nữ thứ sáu mất sớm, không rõ tên, mẹ là một người thiếp họ Nguyễn. Mộ của công nữ này hiện tọa lạc tại phường Thủy Xuân, thành phố Huế.
Công nữ thứ năm là Như Phiên (hoặc Phan), có chỗ ghi là Như Sắc, không rõ mẹ, lấy danh thần Thân Trọng Huề. Một người con gái của hai ông bà là Thân Thị Nam Trân, lấy ông Trần Văn Chương, sinh Trần Lệ Xuân, hay còn được biết với tên là Madame Nhu.
Các công nữ Như Quế (công nữ thứ ba), Như Phiên và Như Cư (công nữ thứ bảy) được vua Khải Định ban cho mỗi người một chiếc Kim bội, mặt sau khắc 4 chữ Khải Định sắc tứ.